# Gymnopternus tibialis
Gymnopternus tibialis är en tvåvingeart som beskrevs av Van Duzee 1928. Gymnopternus tibialis ingår i släktet Gymnopternus och familjen styltflugor. Inga underarter finns listade i Catalogue of Life.